# Diaphorus munroi
Diaphorus munroi är en tvåvingeart som beskrevs av Charles Howard Curran 1926. Diaphorus munroi ingår i släktet Diaphorus och familjen styltflugor.
Artens utbredningsområde är Kongo. Inga underarter finns listade i Catalogue of Life.